# Giải BAFTA lần thứ 8
Giải BAFTA lần thứ 8, được trao bởi Viện Hàn lâm Nghệ thuật Điện ảnh và Truyền hình Anh quốc năm 1955 để tôn vinh những bộ phim xuất sắc nhất năm 1954.

## Chiến thắng và đề cử

### Phim hay nhất
Le Salaire de la peur 
- The Caine Mutiny
- Carrington V.C.
- The Divided Heart
- Doctor in the House
- Executive Suite
- For Better, For Worse
- Hobson's Choice
- How to Marry a Millionaire
- Jigokumon
- The Maggie
- The Moon is Blue
- On The Waterfront
- Pane, amore e fantasia
- The Purple Plain
- Rear Window
- Riot in Cell Block 11
- Robinson Crusoe
- Romeo and Juliet
- Seven Brides for Seven Brothers

### Phim Anh hay nhất
Hobson's Choice 
- Carrington V.C.
- The Divided Heart
- Doctor in the House
- For Better, For Worse
- The Maggie
- The Purple Plain
- Romeo and Juliet

### Nam diễn viên nước ngoài xuất sắc nhất
Marlon Brando trong On The Waterfront 
- José Ferrer trong The Caine Mutiny
- Fredric March trong Executive Suite
- James Stewart trong The Glenn Miller Story
- Neville Brand trong Riot in Cell Block 11

### Nam diễn viên Anh xuất sắc nhất
Kenneth More trong Doctor in the House 
- David Niven trong Carrington V.C.
- John Mills trong Hobson's Choice
- Robert Donat trong Lease of Life
- Maurice Denham trong The Purple Plain
- Donald Wolfit trong Svengali

### Nữ diễn viên Anh xuất sắc nhất
Yvonne Mitchell trong The Divided Heart 
- Margaret Leighton trong Carrington V.C.
- Noelle Middleton trong Carrington V.C.
- Brenda De Banzie trong Hobson's Choice
- Audrey Hepburn trong Sabrina

### Nữ diễn viên nước ngoài xuất sắc nhất
Cornell Borchers trong The Divided Heart 
- Judy Holliday trong Phffft!
- Shirley Booth trong About Mrs. Leslie
- Grace Kelly trong Dial M for Murder
- Gina Lollobrigida trong Pane, amore e fantasia

### Kịch bản Anh xuất sắc nhất
The Young Lovers - George Tabori và Robin Estridge 
- The Divided Heart - Jack Whittingham
- Doctor in the House - Nicholas Phipps
- Hobson's Choice - David Lean, Norman Spencer và Wynyard Browne
- The Maggie - William Rose
- Monsieur Ripois - Hugh Mills và René Clément
- The Purple Plain - Eric Ambler
- Romeo and Juliet - Renato Castellani

### Phim tài liệu hay nhất
The Great Adventure [Det Stora Ädventyret] 

### Diễn viên mới xuất sắc nhất
David Kossoff trong The Young Lovers 
- Maggie McNamara trong The Moon Is Blue
- Eva Marie Saint trong On The Waterfront

### Phim hoạt hình hay nhất
Arie Prerie (Song of the Prairie, 1949)
- Little Brave Heart
- Power to Fly
- The Unicorn in the Garden

### Giải Liên Hợp Quốc
The Divided Heart 

### Giải Đặc biệt
A Time Out of War
- The Living Desert
- The Drawings of Leonardo Da Vinci
- Axel Petersen
- The Origin of Coal
- Powered Flight: The Story of the Century